# Kalaat Béni Abbès
Cet article concerne un bâtiment de projection de la Marine algérienne. Pour l'ancienne citadelle fortifiée dans la wilaya de Béjaïa, voir Kalâa des Beni Abbès.
Le Kalaat Béni Abbès est un bâtiment de projection des Forces navales algériennes de la classe San Giorgio améliorée.
Le navire a été construit en Italie par Fincantieri, et admis au service actif en 2014.

## Historique

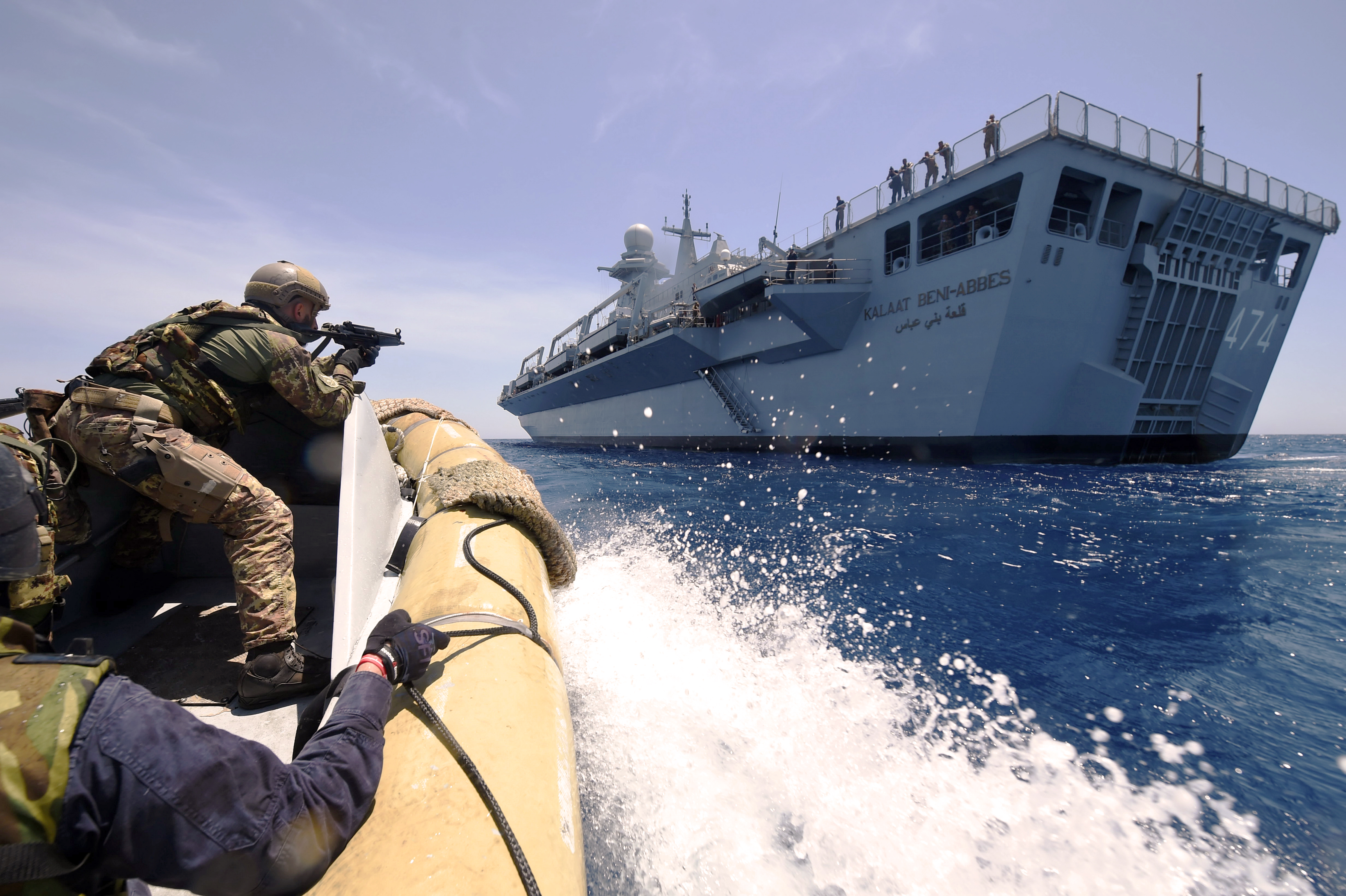
Des Marines italiens participent à un exercice militaire bord du Kalaat Beni-Abbes 474, lors de l'exercice Phoenix Express 2016, le 24 mai.

Il est lancé en décembre 2013. Le 4 septembre 2014, ce navire passe officiellement sous pavillon algérien. Son premier accostage à l'Amirauté d'Alger intervient officiellement le 28 mars 2015 en présence du chef d'état-major de l'Armée nationale populaire et du haut commandement des Forces navales algériennes.

## Caractéristiques
Cette version agrandie et améliorée des bâtiments amphibies italiens de la classe San Giorgio mesure 143 mètres de long et 21,5 mètres de large pour un déplacement en charge atteignant 9 000 tonnes. Sa vitesse atteint 20 nœuds grâce à deux moteurs diesels, avec une autonomie de 6 000 milles marins. 

### Capacités aéronautiques
Le bâtiment dispose d’un pont d’envol continu, avec deux spots d’appontage pour hélicoptères à l'avant et à l'arrière. Un ascenseur d'une capacité de 30 tonnes au niveau de l'îlot donne accès à un hangar capable d'abriter cinq hélicoptères lourds.

### Capacités amphibie
Le bâtiment est doté d'un radier s'ouvrant sur l'arrière et permet de mettre en œuvre trois chalands de débarquement. Sur bâbord, des bossoirs seront en mesure de mettre à l'eau trois autres chalands de type LCVP et un autre de type LCP ainsi que deux embarcations rapides pour commandos. En outre, un garage peut accueillir 15 chars lourds et des logements sont disponibles pour 440 soldats, en plus des 150 membres d'équipage.

### Système d'armes
Le bâtiment met en œuvre un radar EMPAR tridimensionnel permettant la détection à grande portée et la conduite de tir des 16 missiles Aster-15 embarqués dans deux lanceurs verticaux A-50 Sylver. Une tourelle Otobreda 76 mm peut servir pour la défense antiaérienne ou contre des cibles de surface, elle est complétée par la présence de deux canons de 25 mm. Le navire est en outre pourvu d'une suite complète de guerre électronique fournie par les firmes Thales et Elettronica, associée à deux lance-leurres SCLAR-H d’OTO-Melara.

### Infrastructures hospitalières
Le navire comprend un hôpital de 50 lits ainsi que des salles d'opération permettant d'assurer aux troupes un soutien de santé et éventuellement de traiter des populations civiles dans le cadre d'opérations humanitaires.